# Romantico (Aiello)
Romantico è il terzo album in studio del cantante italiano Aiello, pubblicato il 26 maggio 2023 su etichetta discografica Sony Music.

## Descrizione
Il progetto discografico vede l'artista tornare a collaborare con Iacopo Siniga, in arte BRAIL, oltre con Davide Simonetta, Michele Canova Iorfida. In un'intervista per l'Agenzia Giornalistica Italia, Aiello ha raccontato il processo creativo e il significato dell'album:
(Aiello)
Nell'album sono presenti due collaborazioni con le cantanti italiane Gaia, la quale partecipa anche alla scrittura del brano, e Alessandra Amoroso. Il cantante ha raccontato la scelta di collaborare con le due artiste in un'intervista rilasciata a TV Sorrisi e Canzoni:
(Aiello)

## Accoglienza
Gabriele Fazio dell'Agenzia Giornalistica Italia ritiene che l'album sia «un piacevolissimo disco pop» e «lontano da ciò che ci si aspettava da lui» rispetto ai precedenti progetti. Definisce l'album «una dichiarazione di intenti» in cui Aiello è in grado di «lasciarsi andare ad un sentimentalismo pop efficace ed accessibile; [...] senza vergogna, alla larga da quel machismo così in voga». Fazio inoltre apprezza la collaborazione con Gaia definendola «notevole».

## Tracce
Testi e musiche di Antonio Aiello e Iacopo Sinigaglia, tranne dove diversamente indicato
1. Mi ami (O no) – 2:48
2. Aspettiamo mattina – 2:56
3. Domani torno – 2:41
4. Non ti vado via (feat. Gaia) – 2:34 (Antonio Aiello, Gaia Gozzi)
5. Mi piace molto – 2:52 (Antonio Aiello, Davide Simonetta, Paolo Antonacci, Iacopo Sinigaglia)
6. IDT skit – 1:06
7. Romantico – 2:40 (Alfondo Cliemnti, Antonio Aiello, Iacopo Sinigaglia, Sine)
8. Specchi – 2:39 (Alfonso Climenti, Antonio Aiello)
9. P.A.N.C. (feat. Alessandra Amoroso) – 2:47
10. Paradiso – 2:33 (Anna Deprelà, Antonio Aiello, Iacopo Sinigaglia, Michele Canova Iorfida)
11. Libero (solo al pianoforte) – 2:18

## Classifiche
| Classifica (2023) | Posizione massima |
| ----------------- | ----------------- |
| Italia            | 26                |